# 教育部青年発展署
教育部青年発展署（せいねんはってんしょ）は、中華民国行政院に属する青少年行政を担当する行政機関。

## 沿革
1966年1月28日、全国の青少年の指導を目的に「行政院青年輔導委員会」として設立され、1982年5月に組織条例を策定、青少年技能訓練を担当することとなり、1970年に「第一青年職業訓練中心」が設立され、1986年に「青年職業訓練中心」ろ改称された。
2013年1月1日、教育部青年発展署へと改編された。

## 組織
- 第一処 青少年関連起業申請、指導、各種サービスを担当
- 第二処 青少年の生涯教育、技能訓練、青少年問題の調査研究を担当
- 第三処 海外留学生の帰国サービス、青少年の公共事業参加促進業務を担当
- 第四処 青少年の一般指導、ボランティア等に関するサービスを担当*
- その他
  - 秘書室
  - 人事室
  - 会計室
  - 政風室
  - 青年職訓中心

## 歴代青年輔導委員会主任委員
|      | 姓名   | 着任日         | 退任日               |
| ---- | ------ | -------------- | -------------------- |
| 1    | 閻振興 | 1966年1月28日  | 1970年7月9日         |
| 2    | 李煥   | 1970年7月10日  | 1972年8月17日        |
| 3    | 潘振球 | 1972年8月18日  | 1978年1月31日        |
| 4    | 王唯農 | 1978年2月1日   | 1978年7月31日        |
| 5    | 連戦   | 1978年8月1日   | 1981年11月30日       |
| 6    | 高銘輝 | 1981年12月1日  | 1984年7月30日        |
| 7    | 姚舜   | 1984年7月31日  | 1987年4月28日        |
| 8    | 関中   | 1987年4月29日  | 1987年11月27日       |
| 代理 | 蒋家興 | 1987年11月28日 | 1993年2月27日        |
| 9    | 尹士豪 | 1993年2月28日  | 1996年6月7日         |
| 10   | 呉挽瀾 | 1996年6月8日   | 1997年3月9日         |
| 11   | 黄徳福 | 1997年3月10日  | 1998年2月9日         |
| 12   | 李紀珠 | 1998年2月10日  | 2000年5月19日        |
| 13   | 林芳玫 | 2000年5月20日  | 2004年5月19日        |
| 14   | 鄭麗君 | 2004年5月20日  | 2008年2月22日        |
| 代理 | 陳聰勝 | 2008年2月22日  | 2008年3月2日         |
| 15   | 林岱樺 | 2008年3月2日   | 2008年5月19日        |
| 16   | 王昱婷 | 2008年5月20日  | 2011年2月8日         |
| 17   | 李允傑 | 2011年2月9日   | 2012年2月5日         |
| 18   | 陳以真 | 2012年2月6日   | 2012年12月31日(終任) |

## 歴代署長
| 教育青年発展署署長 | 教育青年発展署署長 | 教育青年発展署署長 | 教育青年発展署署長 |
|                    | 姓名               | 着任日             | 退任日             |
| ------------------ | ------------------ | ------------------ | ------------------ |
| 代理               | 陳德華             | 2013年1月2日       | 2013年3月31日      |
| 代理               | 施建矗             | 2013年4月1日       | 2013年5月15日      |
| １                 | 羅清水             | 2013年5月16日      | 2020年8月7日       |
| ２                 | 陳雪玉             | 2020年9月1日       | 現在着任中         |